# Lamberto Bava

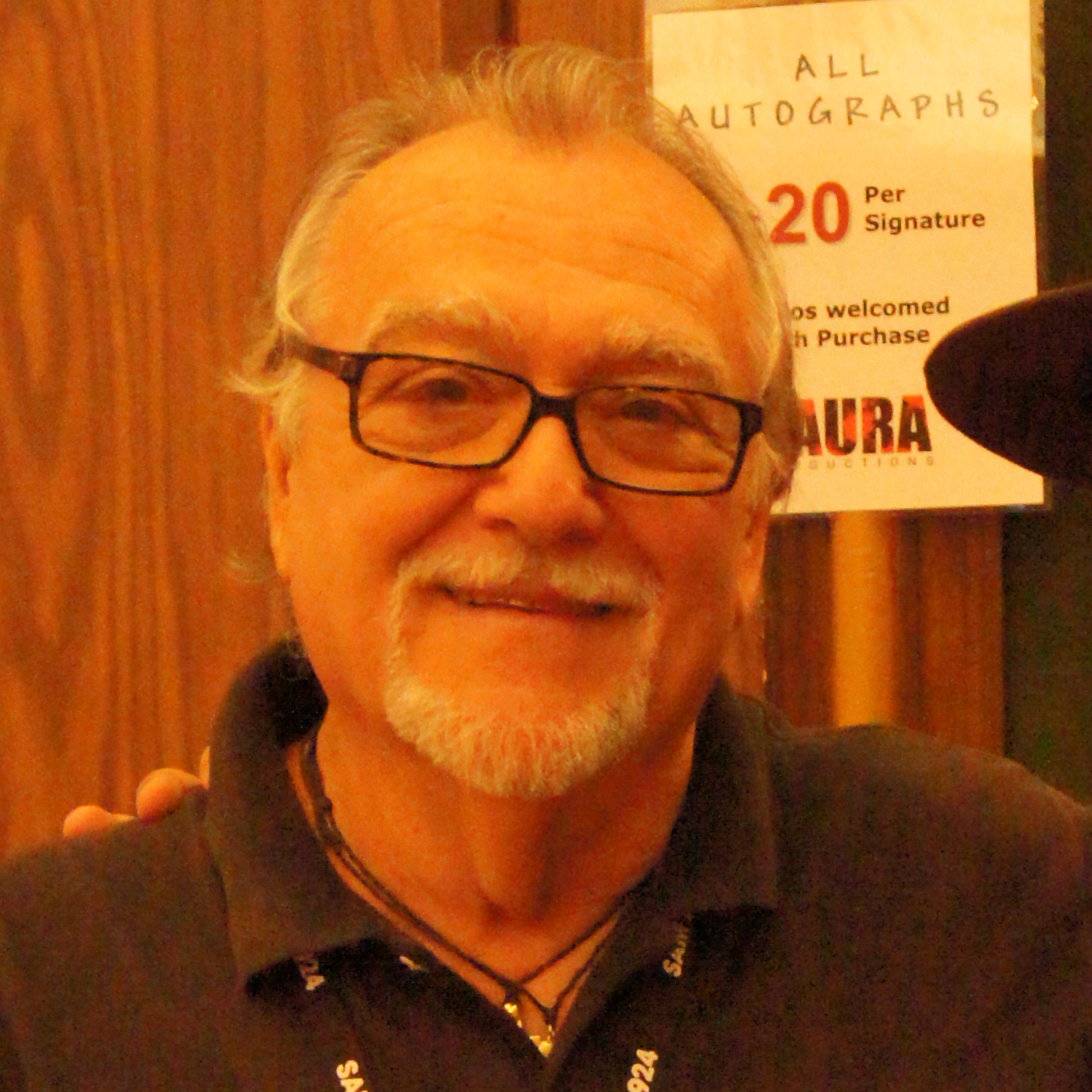
Lamberto Bava (2012)

Lamberto Bava (* 3. April 1944 in Rom) ist ein italienischer Filmregisseur, Drehbuchautor und Filmproduzent.

## Leben
Bava begann seine Karriere als Regieassistent seines Vaters, des Regisseurs Mario Bava, für den Film Terrore nello spazio im Jahr 1965. Zeit dessen Lebens blieb er mit den Filmen seines Vaters in verschiedenen Funktionen verbunden, ab 1970 arbeitete er auch für andere Regisseure. Am Ende des Jahrzehntes steht seine erste Arbeit als Ko-Regisseur, erneut eine Zusammenarbeit mit seinem Vater. Ab 1980 drehte er selbst, in erster Linie Horrorfilme; trotz vorhandener technischer Fertigkeiten und glänzender Spezialeffekte musste er sich hier immer wieder an seinem berühmten Vater messen lassen. Mitte der 1980er Jahre drehte er eine Horror-Serie aus in sich geschlossenen Filmen für das italienische Fernsehen, die auf Video als eigenständige Spielfilme vermarktet wurden.
In den 1990er Jahren wandte Bava sich dem Fantasyfilm zu. Es entstanden erfolgreiche Mehrteiler für das Fernsehen, in denen zumeist Frauen im Mittelpunkt der Handlung standen.

## Filmografie (Regisseur, Auswahl)
- 1980: Macabro – Die Küsse der Jane Baxter (Macabro)
- 1983: Blastfighter – Der Executor (Blastfighter)
- 1984: A Blade in the Dark (La casa con scala nel buio)
- 1984: Monster Shark (Shark: Rosso nell’oceano)
- 1985: Dämonen 2 (Dèmoni)
- 1986: Dämonen (Demoni 2 – L’incubo ritorna)
- 1986: Dinner with the Vampire (Brivido giallo: A cena col vampiro) (TV)
- 1986: Ghosthouse 2 – Das Ungeheuer lebt (Brivido giallo: La casa dell’orco) (TV)
- 1986: Die Gruft (Brivido giallo: Una notte al cimitero) (TV)
- 1986: Midnight Killer (Morirai a mezzanotte)
- 1986: Until Death (Brivido giallo: Per sempre) (TV)
- 1987: Das unheimliche Auge (Le foto di gioia)
- 1991: Body Puzzle – Mit blutigen Grüßen (Body puzzle)
- 1991–1996: Prinzessin Fantaghirò (Fantaghirò) (TV-Reihe, 5 Teile)
- 1994: Der Ring des Drachen (Desideria e l'anello del drago) (TV)
- 1996: Prinzessin Alisea (Sorellina e il principe del sogno) (TV)
- 1997: Die falsche Prinzessin (La principessa e il povero) (TV)
- 1998–1999: Die Piraten der Karibik (Caraibi) (TV)